# The Odyssey (album)
Pour les articles homonymes, voir The Odyssey.
 (octobre 2023).
Si vous disposez d'ouvrages ou d'articles de référence ou si vous connaissez des sites web de qualité traitant du thème abordé ici, merci de compléter l'article en donnant les références utiles à sa vérifiabilité et en les liant à la section « Notes et références ».
Albums de Symphony X
V : The New Mythology Suite
(2000) Paradise Lost
(2007)
The Odyssey est le sixième album studio enregistré par le groupe de metal Symphony X. 

## Liste des titres
1. Inferno (Unleash the Fire) (5:32)
2. Wicked (5:30)
3. Incantations of the Apprentice (4:19)
4. Accolade II (7:04)
5. King of Terrors (6:16)
6. The Turning (4:42)
7. Awakenings (8:18)
8. The Odyssey (24:09)
  1. Part I: Odysseus' Theme / Overture
  2. Part II: Journey to Ithaca
  3. Part III: The Eye
  4. Part IV: Circe (Daughter of the Sun)
  5. Part V: Sirens
  6. Part VI: Scylla and Charybdis
  7. Part VII: The Fate of the Suitors / Champion of Ithaca

## Personnel
- Russell Allen - Chants
- Michael Romeo - Guitares
- Michael Pinnella - Claviers
- Michael Lepond - Basse
- Jason Rullo - Batterie